# The Pokémon Company
The Pokémon Company (株式会社ポケモン?, Kabushiki-gaisha Pokemon) è una società giapponese responsabile della gestione del marchio, produzione, marketing e licenza del franchise Pokémon, composto da videogiochi, un gioco di carte collezionabili, serie animate, film, manga, merci e molto altro. È stata creata attraverso un investimento congiunto delle tre aziende che detengono il copyright di Pokémon: Nintendo, Game Freak e Creatures. Ha iniziato ad operare nel 1998 e ha adottato il soprannome di Pokémon Ltd. nell'ottobre 2000. L'azienda ha sede nella Roppongi Hills Mori Tower a Roppongi, Minato (Tokyo).

La filiale internazionale di The Pokémon Company.

La società ha filiali separate che gestiscono le operazioni in diverse aree del mondo, con The Pokémon Company International che supporta i territori al di fuori dell'Asia ed è responsabile della gestione del marchio, delle licenze, del marketing, del gioco di carte collezionabili Pokémon, della serie TV animata e dell'home entertainment e del sito web ufficiale dei Pokémon nei territori al di fuori dell'Asia. In Corea del Sud, le operazioni sono gestite da Pokémon Korea, Inc.
The Pokémon Company gestisce anche la pubblicazione di tutti i videogiochi Pokémon dal 2001 con Nintendo, essendo principalmente responsabile del marketing mentre Nintendo gestisce la distribuzione. Entrambe le società lavorano insieme nella localizzazione, produzione, finanziamento, controllo qualità e altri aspetti. La società è l'unica responsabile della pubblicazione e della licenza dei titoli Pokémon per dispositivi mobili, a differenza dei titoli per console in cui divide la pubblicazione con Nintendo.

## Storia
Nel 1998, Nintendo, Creatures e Game Freak fondarono The Pokemon Center Company (ポ ケ モ ン セ ン タ ー 株式会社, Pokemon Sentā Kabushiki gaisha) al fine di gestire efficacemente i negozi Pokémon Center in Giappone. Dopo la popolarità di Pokémon Oro e Argento, ricevettero molte proposte di merchandising da tutto il mondo. Le aziende erano interessate a lavorare con il marchio Pokémon. A quel tempo, Tsunekazu Ishihara di Creatures era la persona incaricata di approvare i prodotti. A causa dell'enorme mole di prodotti, Ishihara pensava che fosse troppo lavoro da gestire per una persona sola. Allo stesso tempo, affinché il franchise continuasse, Ishihara desiderava espandere ulteriormente il franchise con obiettivi a lungo termine, come continuare la serie animata e pubblicare un film ogni anno. Fu quindi deciso che era necessaria una nuova organizzazione per riunire tutti i filoni della gestione del marchio.
Ciò ha portato le tre società a trasformare The Pokémon Center Company in The Pokémon Company e ad espandere ulteriormente le proprie responsabilità e aree di attività. Secondo Satoru Iwata, la creazione di The Pokémon Company è stato uno dei suoi primi progetti a Nintendo.
La gestione dei Pokémon Center è ancora un pilastro dell'azienda. In totale, ci sono negozi in 11 località: Sapporo, Tohoku (Sendai), Tokyo, Skytree Town (Oshiage), Tokyo-Bay (Chiba), Yokohama, Nagoya, Kyoto, Osaka, Hiroshima e Fukuoka.
La filiale degli Stati Uniti (Pokémon USA, Inc.) fu aperta nel 2001 per gestire le licenze all'estero. Nintendo Australia concede in licenza e commercializza prodotti Pokémon in Australia e Nuova Zelanda, poiché The Pokémon Company non ha una filiale australiana.
Dal 2001, quasi tutti i prodotti Pokémon hanno la società rappresentata come "© Pokémon" nei riconoscimenti del copyright assieme ai marchi di "© Nintendo", "© GAME FREAK inc." e "© Creatures Inc." Le tre società detengono anche la proprietà di tutti i marchi relativi ai Pokémon in Giappone, mentre Nintendo è l'unico proprietario dei marchi relativi ai Pokémon in altri paesi. I giocattoli con licenza sono realizzati da società di terze e seconde parti come Tomy e Jazwares.
Nell'ottobre 2001, 4Kids Entertainment (ora noto come Konami Cross Media NY) ha acquisito una partecipazione del 3% in The Pokémon Company per una somma non divulgata. Hanno liquidato questa quota 4 anni dopo per 960 000 dollari.
Nel 2006, è stata fondata Pokémon Korea, Inc. per gestire le operazioni dell'azienda in Corea del Sud. La sua sede si trova a Seul.
Nel 2009, Pokémon USA e Pokémon UK si sono fuse per diventare The Pokémon Company International, che gestisce le operazioni Pokémon americane ed europee sotto l'amministrazione di Kenji Okubo. Gli uffici della società negli Stati Uniti sono a Bellevue, Washington e i suoi uffici nel Regno Unito sono a Londra. Alcune operazioni australiane sono controllate da Nintendo Australia.
Pokémon Center Co., Ltd. è stata fondata nell'agosto 2011 per gestire il marchio e i negozi Pokémon Center in Giappone. Le sue operazioni includono la gestione dei negozi Pokémon Store e Pokémon Center, la manutenzione dei distributori automatici di Pokémon Stand e il funzionamento dei Pokémon Center Online, nonché la supervisione del design e della produzione dei prodotti del marchio giapponese Pokémon Center. Yomiomi Uego è Presidente e CEO.

## Prodotti

### Giochi
- Pokémon (serie di videogiochi)
- Pokémon Trading Card Game
- Pokémon Trading Figure Game

### Anime
- Pokémon (serie animata)
- Film di Pokémon

### Libri
- Lista di manga di Pokémon
- Lista di libri di Pokémon

### Film live-action
- Pokémon: Detective Pikachu